# Francesc de Tovia
Francesc de Tovia o de Tovià (c. 1350/1400 — 1436) fou un religiós que ostentà el títol de bisbe d'Urgell i copríncep d'Andorra.
Va succeix Galceran de Vilanova l'any 1415 i segurament morí l'any 1436 quan fou succeït per Arnau Roger de Pallars.
Va signar el privilegi que donava lloc al Consell de la Terra o Consell General de les Valls com a institució de govern per a Andorra.